# Стипановци
Стипановци су насељено место у саставу општине Подгорач у Осјечко-барањској жупанији, Република Хрватска.

## Историја
До територијалне реорганизације у Хрватској налазили су се у саставу старе општине Нашице.

## Становништво
На попису становништва 2011. године, Стипановци су имали 398 становника.

## Попис1991.
На попису становништва 1991. године, насељено место Стипановци је имало 476 становника, следећег националног састава:
| Попис 1991.‍ | Попис 1991.‍ | Попис 1991.‍ | Попис 1991.‍ | Попис 1991.‍ |
| ----------- | ----------- | ----------- | ----------- | ----------- |
|             |             |             |             |             |
| Хрвати      | Хрвати      |             | 448         | 94,11%      |
| Срби        | Срби        |             | 13          | 2,73%       |
| Југословени | Југословени |             | 2           | 0,42%       |
| непознато   | непознато   |             | 13          | 2,73%       |
| укупно: 476 |             |             |             |             |